# Porte Dorée (Métro Paris)

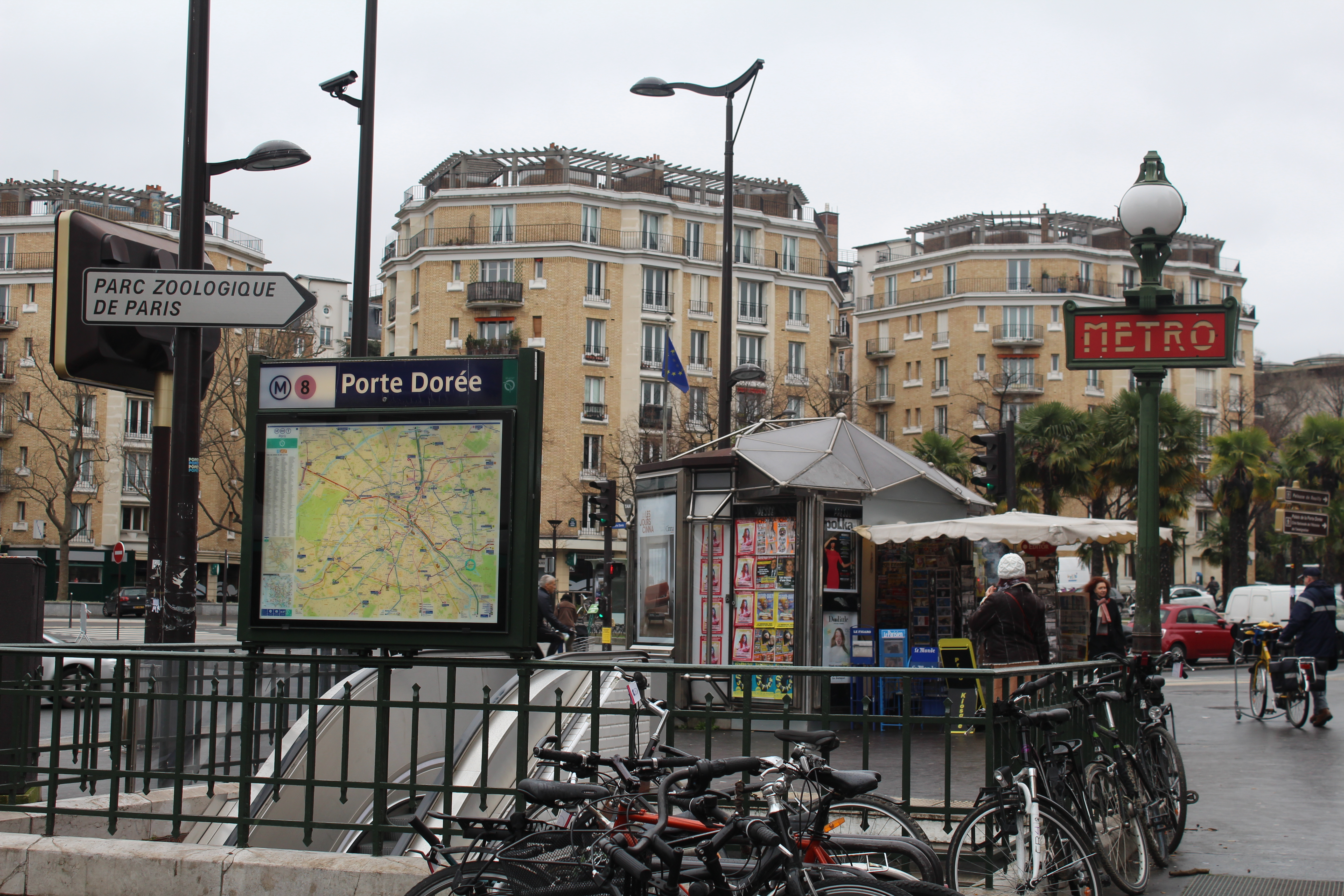
Zugang mit Art-déco-Kandelaber

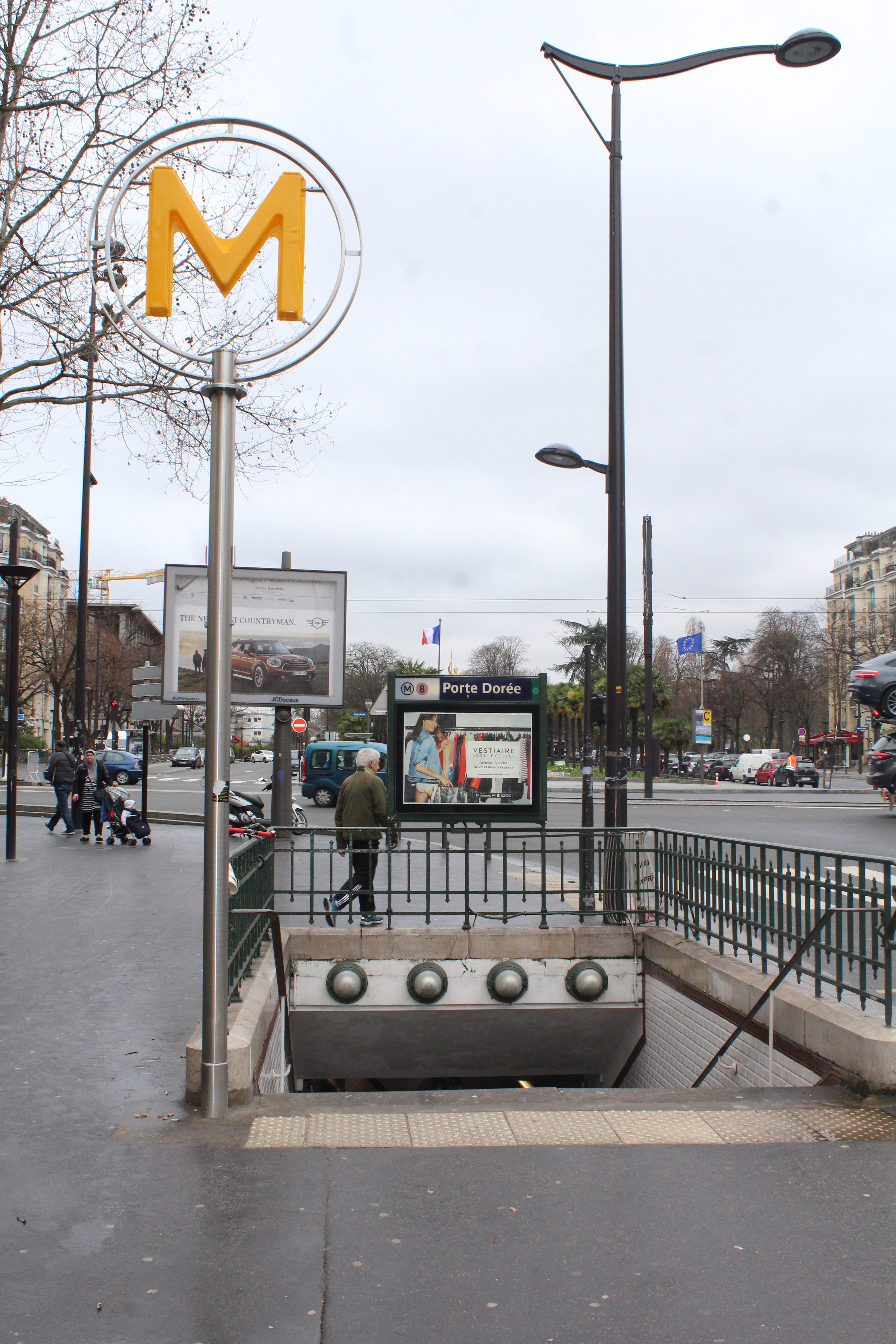
Mast mit „M“ in einem Doppelkreis

Der U-Bahnhof Porte Dorée ist eine unterirdische Station der Linie 8 der Pariser Métro.

## Lage
Die Station befindet sich an der Grenze des Quartier du Bel-Air zum Quartier de Picpus im 12. Arrondissement von Paris. Sie liegt längs unter dem Boulevard Poniatowski südwestlich der Porte Dorée.

## Name
Namengebend ist die Porte Dorée, eines der siebzehn ehemaligen Tore in der Thiersschen Stadtbefestigung, die in den 1840er Jahren um Paris errichtet wurde. Der Name ist vermutlich eine Abwandlung von Porte de l’orée (Waldrandtor) aufgrund seiner Lage am nordwestlichen Rand des Stadtwalds Bois de Vincennes. Als „dorées“ wurde aber auch der Kot von Hirschen bezeichnet, die damals in großer Zahl dort lebten. Auf die Existenz einer vergoldeten (französisch dorée) Statue in der Nähe ist die Namensgebung nicht zurückzuführen.

## Geschichte und Beschreibung
Die Station wurde am 5. Mai 1931 in Betrieb genommen, als zu Beginn der Kolonialausstellung im Bois de Vincennes der Abschnitt von Richelieu – Drouot bis Porte de Charenton der Linie 8 eröffnet wurde. Sie hat unter einem elliptischen, weiß gefliesten Deckengewölbe Seitenbahnsteige an zwei parallelen Streckengleisen und wurde mit einer Länge von 105 m errichtet, um Sieben-Wagen-Züge aufnehmen zu können.
An beiden Stationsenden gibt es Zugänge. Sie sind zum Teil mit von Adolphe Dervaux im Stil des Art déco entworfenen Kandelabern oder Masten, die ein gelbes „M“ in einem Doppelkreis tragen, gekennzeichnet.
Nördlich der Station biegt die Strecke in einer engen 90-Grad-Kurve unter die Avenue Daumesnil ein, südlich der Station liegt ein einfacher Gleiswechsel.

## Fahrzeuge
Während der Kolonialausstellung im Jahr 1931 verkehrten an der Station Sieben-Wagen-Züge der Bauart Sprague-Thomson, später wurden die Zuglängen auf fünf Wagen verkürzt. Von 1975 an kamen MF-67-Züge auf die Linie 8, die ab 1980 durch die Baureihe MF 77 ersetzt wurden.

## Umgebung

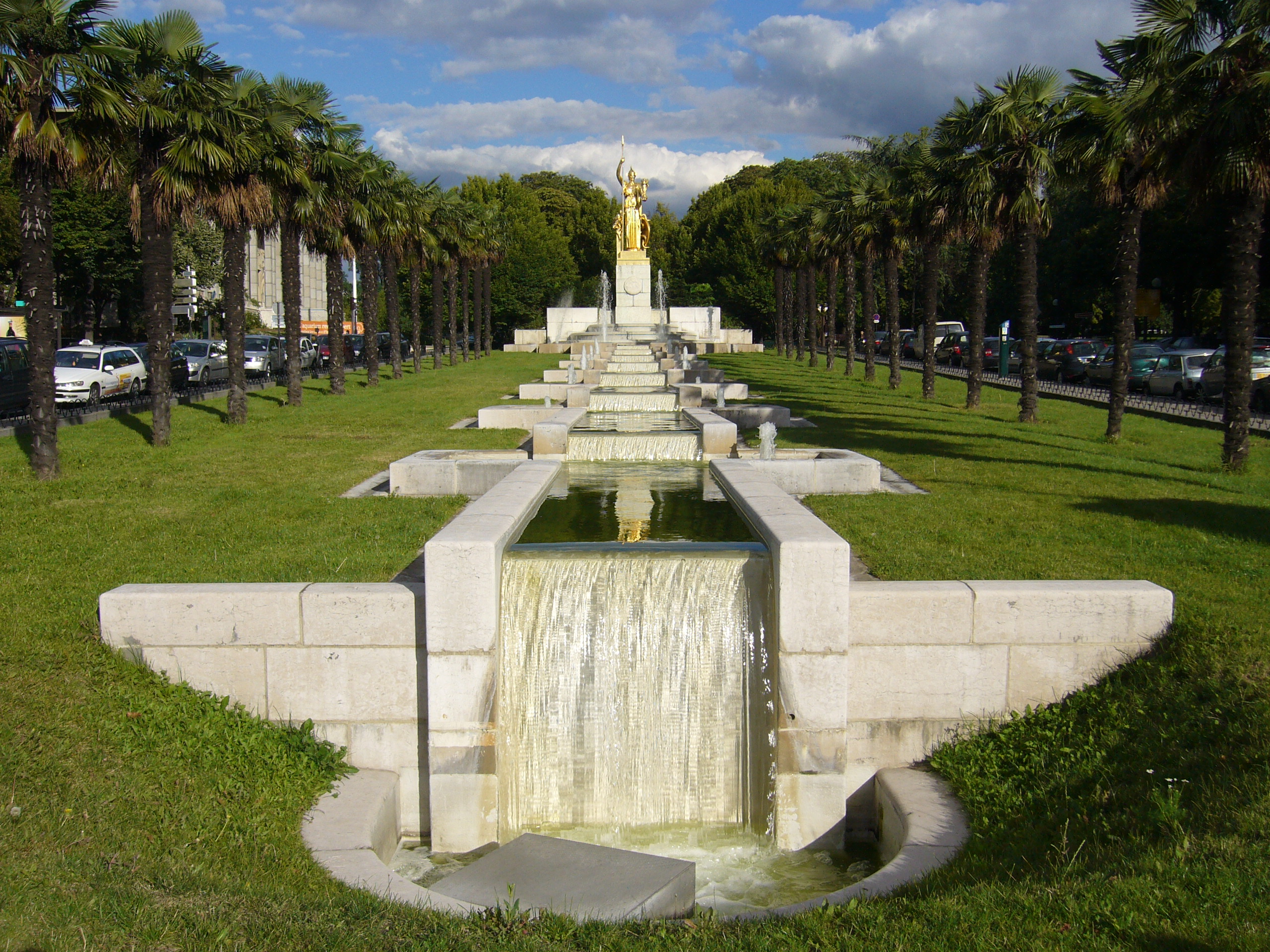
Fontaine de la Porte Dorée mit vergoldeter Athene

- In der Nähe befindet sich der Bois de Vincennes
- Anfang der 1930er Jahre wurde unweit die Brunnenanlage Fontaine de la Porte Dorée errichtet, die von einer vergoldeten Statue der griechischen Göttin Athene dominiert wird